# Westport (Washington)
Westport je grad u američkoj saveznoj državi Washington. Prema popisu stanovništva iz 2010. u njemu je živjelo 2.099 stanovnika.